# Egyetértés-csurgókút
Az Egyetértés-csurgókút a Virágos-nyereg alól induló mély, szakadékos árok felső részén található, az óbudai hegyvonulat északi oldalán, a Csúcshegy és Testvérhegy városrészek határa közelében, a Virágosnyereg út és a Kocsis Sándor út közötti erdős területen. A felette lévő kút vizét csurgatja ki egy terméskőből rakott forrásszerű foglalatban. Nevét az Egyetértés Termelőszövetkezetről kapta, mely a környéket egykor felparcellázta. A csurgókúttól lejjebb egy öreg kőhíd van, amin emléktábla látható; a kutat és a hidat is érinti a Csúcs-hegyi tanösvény útvonala.